# Zogoré
Zogoré ist eine Gemeinde (commune rurale) und ein dasselbe Gebiet umfassende Departement in der zur Region Nord gehörenden Provinz Yatenga im Norden des westafrikanischen Staates Burkina Faso. In dem in der Sahelzone gelegenen Gebiet leben 18.305 Menschen in 15 Dörfern und dem Hauptort. Der größte Teil der Bevölkerung lebt von der Landwirtschaft.
Zogoré unterhält Partnerschaften mit Willich und dem französischen Ort Linselles.